# Virgilio Giotti

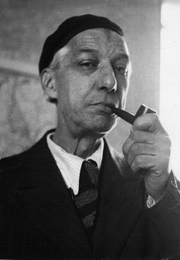
Virgilio Giotti

Virgilio Giotti, eigentlich Virgil Schönbeck (* 15. Januar 1885 in Triest, Österreich-Ungarn; † 21. September 1957 in Triest, Italien), war ein italienischer Dichter und Schriftsteller.

## Leben
Giotti wurde am 15. Januar 1885 in Triest, zu der Zeit Teil Österreichisch-Ungarns, als Sohn des aus Böhmen stammenden Riccardo Schönbeck und der Venezianerin Emilia Ghiotto geboren. Er leitete sein Pseudonym von ihrem Nachnamen ab.
Er zog 1907 nach Florenz, gefolgt von seiner Familie.
1914 veröffentlichte er die Gedichtsammlung Piccolo canzoniere in dialetto triestino in der toskanischen Stadt, gefolgt von Caprizzi, Canzonete e Stòrie, veröffentlicht in der 1928 erschienenen Ausgabe von Solaria, Colori, veröffentlicht 1941, Sera (1946), Versi (1953).
1912 lernte er die Moskauer Adlige Nina Schekotoff kennen, die 1936 seine Frau wurde. Sie schenkte ihm drei Kinder.
Giotti schrieb hauptsächlich im triestinischen Dialekt, obwohl er auch delikate Gedichte in italienischer Sprache verfasste. 1957 gewann er den Antonio-Feltrinelli-Preis. Er gilt als einer der großen italienischen Dichter des 20. Jahrhunderts und als der größte Dichter im triestinischen Dialekt. Gleichwohl ist seine Literatur im deutschsprachigen Raum nahezu unbekannt. Es ist schwer, seine Gedichte in deutschen Buchhandlungen zu finden.
In Giottis Gedichten lebt Triest: als Fantasma poetico (Pasolini) mit seinen Menschen, seinem Volksleben, den Vororten, dem Hafen, den Gassen, den kleinen Bars und Läden, mit seinem "mar" (Meer) und seinem "ziel" (Himmel), seinen Farben und Schatten (...) Der deutsche Übersetzer Hans Raimund meint, dass die Gedichte Giottis von Publikation zu Publikation ihre Leuchtkraft und die Farben verlören. In den letzten Texten bleibe der Grundton des Leids und der Verzweiflung.

## Kritik
Giotti, dessen dichterisches Werk in Italien bei zeitgenössischen Dichtern, z.B. Eugenio Montale, Umberto Saba u. a. und bei der Literaturkritik ein bemerkenswertes und positives Echo gefunden hat, ist außerhalb Italiens unbekannt geblieben. Das hat seine Ursache vor allem darin, dass Giotti einen Großteil seines Werks im Dialekt geschrieben hat (Gemeint ist vor allem der von Triest) (…) Erst 1986 erschien bei Edizioni Lint Trieste die kritische Gesamtausgabe seiner Werke: Opera. Color - Altre poesie - Prose. Das sind fast 30 Jahre nach seinem Tod.

## Zitat
Ein Irgendwer
Ich sitz mit einem Mann zusammen, Tag für Tag.
Ein Irgendwer, der nichts für mich bedeutet;
wär er ein andrer, wär es für mich das Gleiche.
Aber sein kleiner Sohn ist krank geworden,
zum Sterben krank, und über sein gesenktes
Gesicht, da drinnen leuchten Tränen.
Und ich red mit ihm, such in mir Wörter,
ihn zu trösten, die es nicht gibt. Ich mache
das mit ihm, was er mit mir auch machen würde,
der ich für ihn nichts bin als ein Irgendwer.

## Werke (Auswahl)
- Piccolo canzoniere in dialetto triestino. Gonnelli, Florenz 1914.
- Caprizzi, Canzonete e Stòrie. Edizioni di “Solaria”, Florenz 1928.
- Colori. Parenti, Florenz 1941.
- Sera. Edizione privata, Triest 1946.
- Versi. Edizioni dello Zibaldone, Triest 1953.
- Appunti inutili. Edizioni dello Zibaldone, Triest 1959.